# Ösophagoskopie

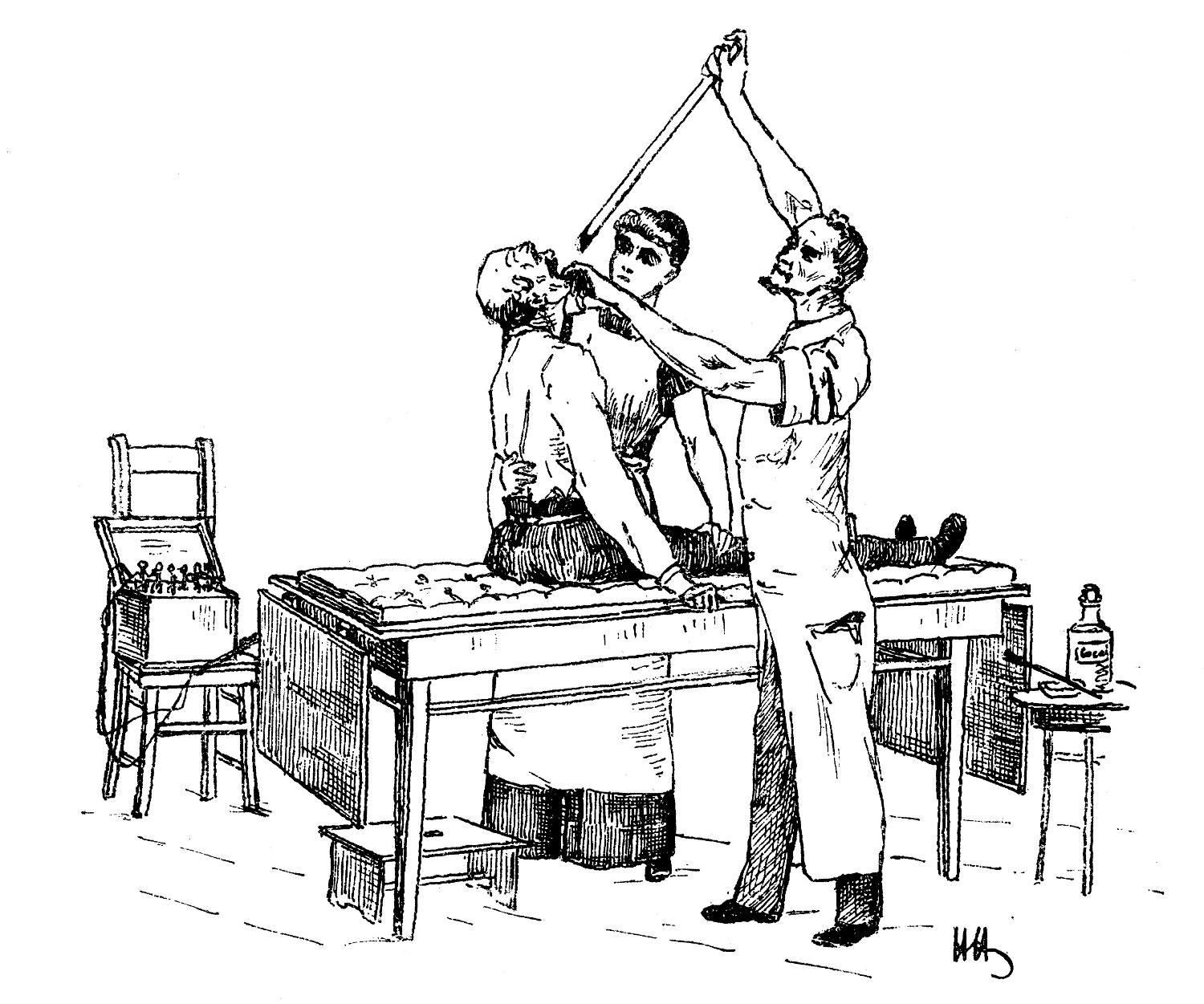
'Ueber die Technik der Oesophagoskopie', Wiener klin. Wochenschrift (Nr. 6 und 7, 1896)

Als Ösophagoskopie wird eine Betrachtung der Speiseröhre mittels eines Endoskops bezeichnet. Diese erfolgt bei unterschiedlichen Krankheitsbildern. Die Ösophagoskopie ist sowohl ein diagnostisches Verfahren als auch ein Hilfsmittel bei Therapien. Erstmals durchgeführt wurde sie im 19. Jahrhundert. Beteiligt an der Herausbildung der Ösophagoskopie waren die Ärzte Adolf Kussmaul, Johann von Mikulicz, Gustav Killian und der Laryngologe Friedrich (Frederico) Anton Semeleder, wobei von Mikulicz 1881 das erste zu diesem Zweck brauchbare Instrument konstruiert hatte.

## Indikation
Angewendet wird die Ösophagoskopie z. B. bei:
- Schluckstörungen (Dysphagie)
- Fremdkörperentfernung aus der Speiseröhre
- Sodbrennen (Refluxösophagitis)
- Diagnose von Speiseröhrenkrebs (Ösophaguskarzinom).